# 26 de marzo
El 26 de marzo es el 85.º (octogésimo quinto) día del año en el calendario gregoriano y el 86.º en los años bisiestos. Quedan 280 días para finalizar el año.

## Acontecimientos
- 631: en la península ibérica, los nobles hispanos acaudillados por Sisenando y con la ayuda del rey franco Dagoberto, derrotan y deponen al rey visigodo Suintila.
- 717: en Asturias, 519 nobles proclaman a Don Pelayo primer rey.
- 1091: en España, los almorávides entran en Córdoba.
- 1244: en España, Jaime I de Aragón y el infante castellano Alfonso firman el Tratado de Almizrra.
- 1344: en España, concluye el Sitio de Algeciras con la toma castellana de la ciudad tras veintiún meses de asedio.
- 1536: en Venezuela, el sacerdote Francisco de Villacorta funda la ciudad de Porlamar, cura de la iglesia de Santiago Apóstol, de la ciudad de Nueva Cádiz. Primero se llamó San Pedro Mártir, luego Villa del Espíritu Santo, y posteriormente Pueblo de la Mar. A mediados del siglo XIX su nombre cambió a Porlamar, porque todas sus calles tenían dirección al mar.
- 1712: Felipe V, en aras de la paz, pacta con Inglaterra la concesión de ventajas comerciales en América, entre otras, condiciones privilegiadas para sus barcos en Cádiz, asiento de esclavos durante treinta años y un territorio en el Río de la Plata para «guardar y refrescar» a los esclavos negros antes de venderlos.
- 1766: en España, el marqués de Esquilache es destituido a causa del motín iniciado tres días antes.
- 1812: en Venezuela, un terremoto de magnitud 7,7 en la escala sismológica de Richter destruye la ciudad de Caracas, dejando un saldo de 26 000 víctimas; también resultan afectadas La Guaira, Barquisimeto, San Felipe, Mérida (todas construidas de adobe).
- 1815: en Montevideo (Uruguay), es izada por primera vez la Bandera de Artigas, símbolo de independencia de la Provincia Oriental (actual Uruguay).
- 1827: en Viena (Imperio austríaco) (actual Austria) muere el compositor y pianista alemán Ludwig Van Beethoven.
- 1840: en Madrid (España) se crea el pueblo de Alpedrete.
- 1899: en Irak, el arqueólogo alemán Robert Koldewey descubre las murallas de la antigua Babilonia. Serán gravemente dañadas un siglo después durante la invasión estadounidense.
- 1901: en Bilbao se funda el Banco de Vizcaya.
- 1902: El arquitecto español Antoni Gaudí viaja a Mallorca con motivo de comenzar con la planificación de la restauración de la Catedral de Palma.
- 1913 en la Hacienda de Guadalupe de Ramos Arizpe es proclamado el Plan de Guadalupe que da continuidad a la Revolución Mexicana.
- 1913 en Dayton (Ohio), termina la inundación que mató a 360 personas y destruyó 20 000 hogares. Fue el peor desastre en la historia del estado.
- 1926: en Oviedo, capital de Asturias, se funda el club de fútbol Real Oviedo.
- 1927: se disputa la primera edición de la Mille Miglia, la carrera de automovilismo de ruta italiana.
- 1929: en Bahía (Brasil), aterriza el avión español pilotado por los capitanes Ignacio Jiménez Martínez y Francisco Iglesias Brage, tras realizar un vuelo sobre el Atlántico de 6745 kilómetros.
- 1937: en Mediano (España) se inaugura el primer campo de prisioneros de la República española. Los presos realizarán obras en el pantano, que contribuirá al riego de parte de los Monegros.
- 1938: en la provincia de Shandong, a 690 km al sur de Pekín (China) ―en el marco de la segunda guerra sino-japonesa (1937-1945)― continúa la batalla de Taierzhuang (24 de marzo a 7 de abril de 1938), en que el ejército de la República de China vencerá al ejército del Imperio del Japón. Se trata de la primera gran victoria china de la guerra. Humilló al ejército japonés y destrozó para siempre su reputación como «fuerza invencible».
- 1942: en Polonia comienzan las deportaciones de judíos al campo de concentración de Auschwitz.
- 1945: en Japón se produce un ataque aéreo estadounidense contra Okinawa.
- 1953: el Dr. Jonas Salk descubre la vacuna contra la polio.
- 1954: el cirujano estadounidense Clarence Walton Lillehei opera por primera vez a un paciente a corazón abierto.
- 1958: el escritor francés Pierre Boulle se convierte en la primera persona ganadora del Premio de la Academia en no saber hablar inglés.
- 1968: en el festival de Eurovisión, el cantante Joan Manuel Serrat es sustituido oficialmente por Massiel.
- 1971: Bangladés, conocida como Pakistán Oriental, se independiza de Pakistán.
- 1971: en Argentina, gobernada por una dictadura militar denominada como Revolución Argentina, las Fuerzas Armadas destituyen a Marcelo Levingston de la Presidencia de la Nación y en su lugar es reemplazado por Agustín Lanusse.
- 1975: Convención sobre armas biológicas entró en vigencia.
- 1979: Anwar Sadat y Menájem Beguin firman en Washington el Tratado de paz israelo-egipcio.
- 1991: firma del Tratado de Asunción que crea el Mercosur.
- 1995: nace la Europa sin fronteras para siete países comunitarios: Alemania, Bélgica, España, Francia, Países Bajos, Luxemburgo y Portugal. Unas 215 millones de personas pueden viajar por el «espacio Schengen» sin controles fronterizos.
- 1997: en California, 39 jóvenes pertenecientes a la secta Heaven's Gate se suicidan con alcohol y barbitúricos con la intención de llegar a una nave espacial cercana al cometa Hale-Bopp.
- 1999: en Paraguay sucede la crisis política conocida como Marzo Paraguayo. El Gobierno manda a la policía disparar contra los manifestantes frente al Congreso, produciendo 7 muertos y cientos de heridos.
- 1999: se crea el virus macro más destructivo: Melissa (informática).
- 2005: La banda británica virtual Gorillaz lanza su álbum debut homónimo.
- 2005: en la isla colombiana de Providencia se estrella un avión de West Caribbean.
- 2007: en Irlanda del Norte, Ian Paisley forma gobierno con Martin McGuinness (del Sinn Féin, antiguo brazo político del IRA).
- 2011: Costa Rica inaugura su nuevo Estadio Nacional, con una capacidad para 35 000 espectadores, donado por la República Popular de China.
- 2018: en Mataje (provincia de Esmeraldas), cerca de la frontera de Ecuador con Colombia, tres periodistas del diario El Comercio son secuestrados por el Frente Oliver Sinisterra.
- 2022: en el O2 Arena de Londres, Phil Collins anuncia que se retira de la música, dando su último recital con la banda Genesis.[1]
- 2023: En Ecuador, en la Provincia del Chimborazo, se suscita el Deslave mortal de Alausí, el cual arrasó con barrios completos del cantón, dejando un saldo de muchas personas fallecidas y desaparecidas, y centenares de heridos y damnificados.
- 2024: en Baltimore (Maryland, Estados Unidos), se produce el derrumbe del puente Francis Scott Key tras ser impactado por el buque portacontenedores MV Dali.[2]

## Nacimientos
- 1516: Conrad Gessner, botánico, biólogo y naturalista suizo (f. 1565).
- 1554: Carlos de Lorena, aristócrata («duque de Mayena») italiano (f. 1611).
- 1633: Mary Beale, pintora inglesa (f. 1699).
- 1753: Benjamin Thompson, físico e inventor estadounidense (f. 1814).
- 1794: Julius Schnorr von Carolsfeld, pintor alemán (f. 1872).
- 1820: Miguel Cástulo Alatriste, abogado, militar y político mexicano (f. 1862).
- 1842: Eugenio Torelli Viollier, periodista italiano (f. 1900), cofundador del diario Corriere della Sera.
- 1853: Juan Azzarini, escultor italouruguayo (f. 1924).
- 1859: Alfred Edward Housman, poeta británico (f. 1936).
- 1865: Gonçalo António da Silva Ferreira Sampaio, botánico portugués (f. 1937).
- 1868: Fuad I, rey egipcio (f. 1936).
- 1871: Serafín Álvarez Quintero, comediógrafo español (f. 1938).
- 1874: Robert Frost, poeta estadounidense (f. 1963).
- 1875: Syngman Rhee, primer presidente surcoreano entre 1948 y 1960 (f. 1965).
- 1876: Guillermo Federico de Wied, príncipe albano (f. 1945).
- 1881: Guccio Gucci, diseñador de moda italiano  (f. 1953).
- 1882: Ángel Lascurain y Osio, ingeniero mexicano (f. 1957).
- 1884: Wilhelm Backhaus, pianista alemán (f. 1969).
- 1889: Jacques Doubinsky, anarquista ucraniano (f. 1959).
- 1893: Palmiro Togliatti, político italiano (f. 1964).
- 1893: Alekséi Grechkin, militar soviético (f. 1964).
- 1894: Viorica Ursuleac, soprano rumana (f. 1985).
- 1896: Manuel de Castro, escritor uruguayo (f. 1970).
- 1904: Joseph Campbell, escritor estadounidense (f. 1987).
- 1904: Emilio Fernández, cineasta y actor mexicano (f. 1986).
- 1904: Xenofon Zolotas, economista y político griego (f. 2004).
- 1905: Viktor Frankl, psiquiatra austríaco (f. 1997).
- 1908: Franz Stangl, oficial de las SS austríaco (f. 1971).
- 1909: Paco Bienzobas, futbolista español (f. 1981).
- 1909: Héctor José Cámpora, político y odontólogo argentino, presidente de Argentina en 1973 (f. 1980).
- 1911: Bernard Katz, biofísico alemán, premio Nobel de Medicina en 1970 (f. 2003).
- 1911: Tennessee Williams, dramaturgo estadounidense (f. 1983).
- 1913: Paul Erdős, matemático húngaro (f. 1995).
- 1913: Jacqueline de Romilly, filóloga y escritora francesa (f. 2010).
- 1914: Roque Esteban Scarpa, escritor chileno (f. 1995).
- 1914: Toru Kumon, matemático japonés (f. 1995).
- 1914: William Westmoreland, militar estadounidense (f. 2005).
- 1916: Christian B. Anfinsen, químico estadounidense, premio Nobel de Química en 1972 (f. 1995).
- 1916: Sterling Hayden, actor y escritor estadounidense (f. 1986).
- 1920: Sergio Livingstone, futbolista y comentarista deportivo chileno (f. 2012).
- 1922: Oscar Sala, físico nuclear ítalobrasileño (f. 2010).
- 1925: Pierre Boulez, director de orquesta, compositor y pedagogo francés (f. 2016).
- 1930: Gregory Corso, poeta estadounidense (f. 2001).
- 1930: Sandra Day O'Connor, abogada estadounidense.
- 1930: Lolita Torres, cantante y actriz argentina (f. 2002).
- 1931: Leonard Nimoy, actor estadounidense (f. 2015).
- 1933: Tinto Brass, cineasta italiano.
- 1934: Alan Arkin, actor estadounidense (f. 2023).
- 1934: Roy Fowler, atleta británico (f. 2009).
- 1935: Mahmud Abbas, político y presidente palestino.
- 1935: Silvio Soldán, presentador de televisión argentino.
- 1935: Manuel Summers, cineasta español (f. 1993).
- 1937: Wayne Embry, baloncestista estadounidense.
- 1937: Yuri Korneyev, jugador de baloncesto soviético (f. 2002).
- 1938: Anthony J. Leggett, físico estadounidense, premio Nobel de Física en 2003.
- 1939: Guram Dochanashvili, antropólogo, arqueólogo y escritor georgiano (f. 2021).
- 1940: James Caan, actor estadounidense (f. 2022).
- 1940: Nancy Pelosi, política estadounidense.
- 1941: Richard Dawkins, divulgador científico y etólogo británico.
- 1941: Lella Lombardi, piloto de automovilismo italiana (f. 1992)
- 1942: Erica Jong, esupermerscritora estadounidense.
- 1943: María Luisa Alcalá, actriz y comediante mexicana (f. 2016).
- 1943: Bob Woodward, periodista estadounidense.
- 1944: Diana Ross, cantante estadounidense.
- 1945: Rodolfo Hernández Suárez, empresario y político colombiano (f. 2024), fundador del partido político Liga de Gobernantes Anticorrupción; en 2024 fue condenado por corrupción en el caso Vitalogic; acuñó la frase: «Yo soy seguidor de un gran pensador alemán que se llama Adolfo Hitler».
- 1946: Alain Madelin, político francés.
- 1946: Ravi Zacharias, filósofo, apologista y evangelista estadounidense (f. 2020).
- 1948: Jorge Ortiz de Pinedo, actor, comediante, productor, director y escritor mexicano.
- 1948: Steven Tyler, cantante estadounidense, de la banda Aerosmith.
- 1949: Patrick Süskind, escritor alemán.
- 1950: Alan Silvestri, compositor de bandas sonoras y músico estadounidense.
- 1951: Carl E. Wieman, físico estadounidense, premio nobel de física en 2001.
- 1952: Didier Pironi, piloto de automovilismo francés (f. 1987)
- 1952: David Amess, político británico (f. 2021).
- 1952: Gary Ruvkun, biólogo molecular estadounidense, premio nobel de fisiología o medicina en 2024.
- 1952: Willington Ortiz, exfutbolista colombiano.
- 1952: Pedro J. Ramírez, periodista y escritor español.
- 1955: Tito Losavio, cantante, guitarrista, compositor y productor discográfico argentino.
- 1956: Milan Jelić, presidente serbio (f. 2007)
- 1957: Paul Morley, periodista y músico británico-inglés.
- 1957: Oliver Hirschbiegel, cineasta alemán
- 1957: Irina Margareta Nistor, crítica de cine y traductora rumana.
- 1958: Elio de Angelis, piloto de Fórmula 1 italiano (f. 1986).
- 1958: Jorge Dorio, periodista, escritor y actor argentino (f. 2024).
- 1958: Alar Karis, biólogo y funcionario público estonio. Presidente de Estonia desde 2021.
- 1959: Catherine Keener, actriz estadounidense.
- 1961: William Hague, político británico.
- 1962: Paul de Leeuw, conductor de televisión neerlandés.
- 1962: Haydée Ramírez, actriz colombiana.
- 1962: Luis López Rekarte, futbolista español.
- 1962: John Stockton, baloncestista estadounidense.
- 1963: Amparo Larrañaga, actriz española.
- 1963: Manuel Wirzt, músico argentino.
- 1964: Martin Donnelly, piloto de automovilismo norirlandés.
- 1965: Trey Azagthoth, músico y compositor estadounidense
- 1966: Jonathan Glazer, cineasta británico-inglés.
- 1966: Nini Flores, acordeonista y bandoneonista chamamecero argentino (f. 2016).
- 1966: Michael Imperioli, actor estadounidense.
- 1968: Laurent Brochard, ciclista francés.
- 1968: Kenny Chesney, cantante estadounidense.
- 1968: James Iha, músico estadounidense, de las bandas The Smashing Pumpkins, y A Perfect Circle.
- 1970: Francis Lawrence, productor estadounidense.
- 1970: Martin McDonagh, cineasta angloirlandés.
- 1971: Choi Jin-cheul, futbolista surcoreano.
- 1973: T. R. Knight, actor estadounidense.
- 1973: Larry Page, ingeniero informático y empresario estadounidense.
- 1974: Karla, cantante argentina (f. 2017).
- 1975: Roberto Bolle, bailarín italiano.
- 1976: Amy Smart, actriz estadounidense.
- 1976: Nurgül Yeşilçay, actriz turca.
- 1977: Kevin Davies, futbolista británico-inglés.
- 1977: Morgan De Sanctis, futbolista italiano.
- 1977: Capi, futbolista español.
- 1978: Gladson Cameli, ingeniero, empresario y político brasileño, gobernador de Acre desde 2019.
- 1979: Nacho Novo, futbolista español.
- 1979: Pierre Wome, futbolista camerunés.
- 1981: Floriana Lima, actriz estadounidense.
- 1982: Mikel Arteta, futbolista español.
- 1983: Toni Elías, piloto de motos español.
- 1983: Jonida Maliqi, cantante albanesa.
- 1984: Felix Neureuther, esquiador alemán.
- 1985: Matthew Grevers, nadador estadounidense.
- 1985: Jonathan Groff, actor estadounidense.
- 1985: Keira Knightley, actriz británica.
- 1986: Lluís Sastre, futbolista español.
- 1987: Ondřej Kúdela, futbolista checo.
- 1989: Simon Kjær, futbolista danés.
- 1989: Federico Mancuello, futbolista argentino.
- 1990: Federico Grabich, nadador argentino.
- 1990: Patrick Ekeng, futbolista camerunés (f. 2016).
- 1990: Romain Saïss, futbolista franco-marroquí.
- 1990: Carly Chaikin, actriz estadounidense.
- 1990: Xiumin,  cantante, rapero, bailarín, modelo y actor surcoreano.
- 1990: Choi Woo-shik, actor surcoreano.
- 1991: Jess Bush, actriz, exmodelo y artista australiana.

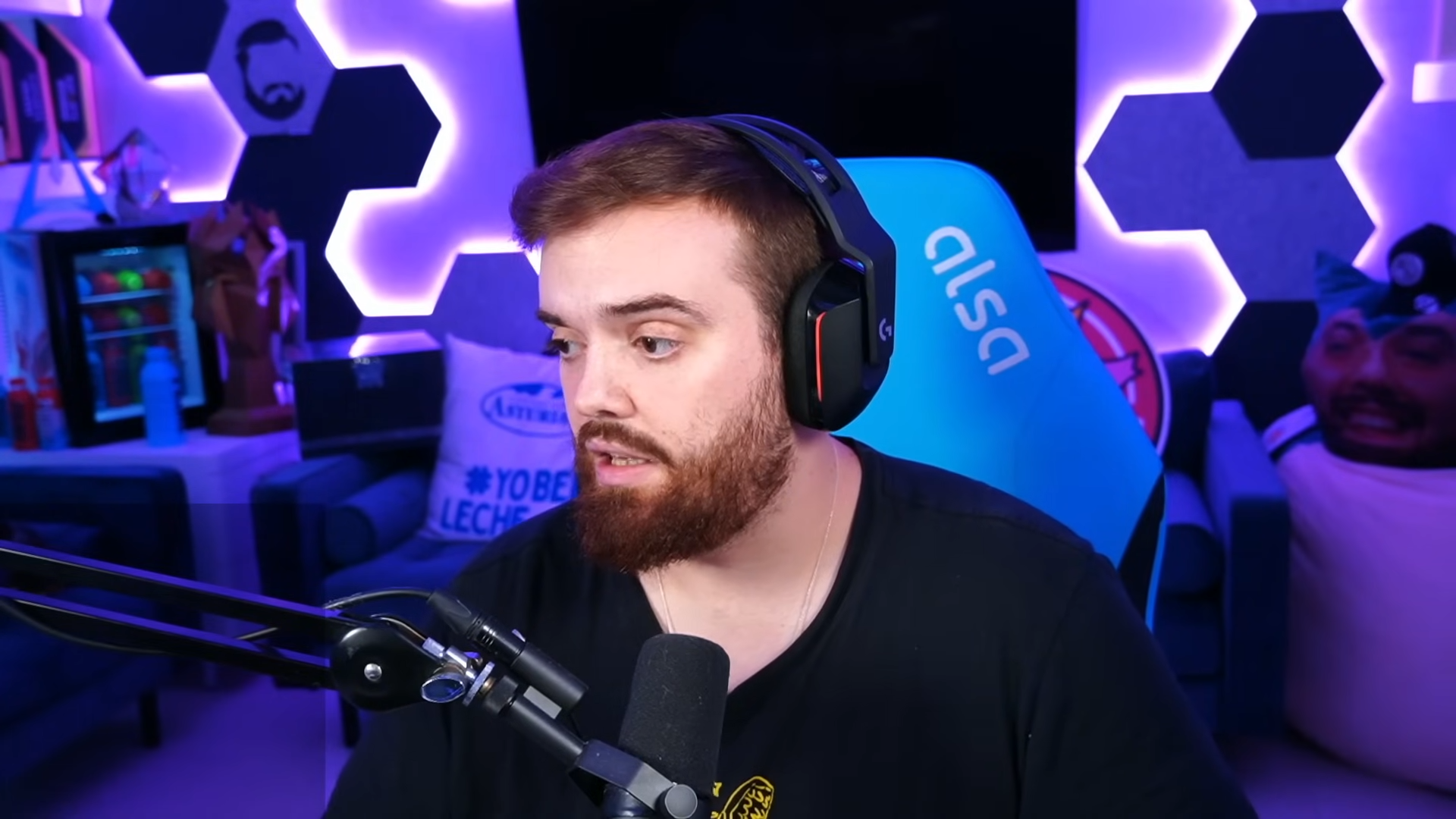
Ibai Llanos

- Ibai Llanos1992: Stoffel Vandoorne, piloto de automovilismo belga.
- 1995: Ibai Llanos, youtuber y realizador de directos español.
- 1997: Aziz Dougaz, tenista tunecino.
- 1997: Francisco Reis Ferreira, futbolista portugués.
- 1997: Kōji Miyoshi, futbolista japonés.
- 1997: Cristian Javier, beisbolista dominicano.
- 1997: Bryce Deadmon, atleta estadounidense.
- 1999: Rosario Balmaceda, futbolista chilena.
- 2005: Ella Anderson, actriz estadounidense.
- 2021: Julián de Suecia, aristócrata sueco.

## Fallecimientos
- 1324: María de Luxemburgo, reina francesa (n. 1304).
- 1350: Alfonso XI de Castilla, rey castellano, llamado «el Justiciero» (n. 1311).
- 1566: Antonio de Cabezón, compositor español (n. 1510).
- 1649: John Winthrop, líder político estadounidense (n. 1588).
- 1726: John Vanbrugh, arquitecto y dramaturgo británico (n. 1664).
- 1797: James Hutton, geólogo escocés (n. 1726).
- 1814: Joseph Ignace Guillotin, médico y diputado francés (n. 1738).
- 1825: Jean Vincent Félix Lamouroux, biólogo naturalista francés (n. 1779).

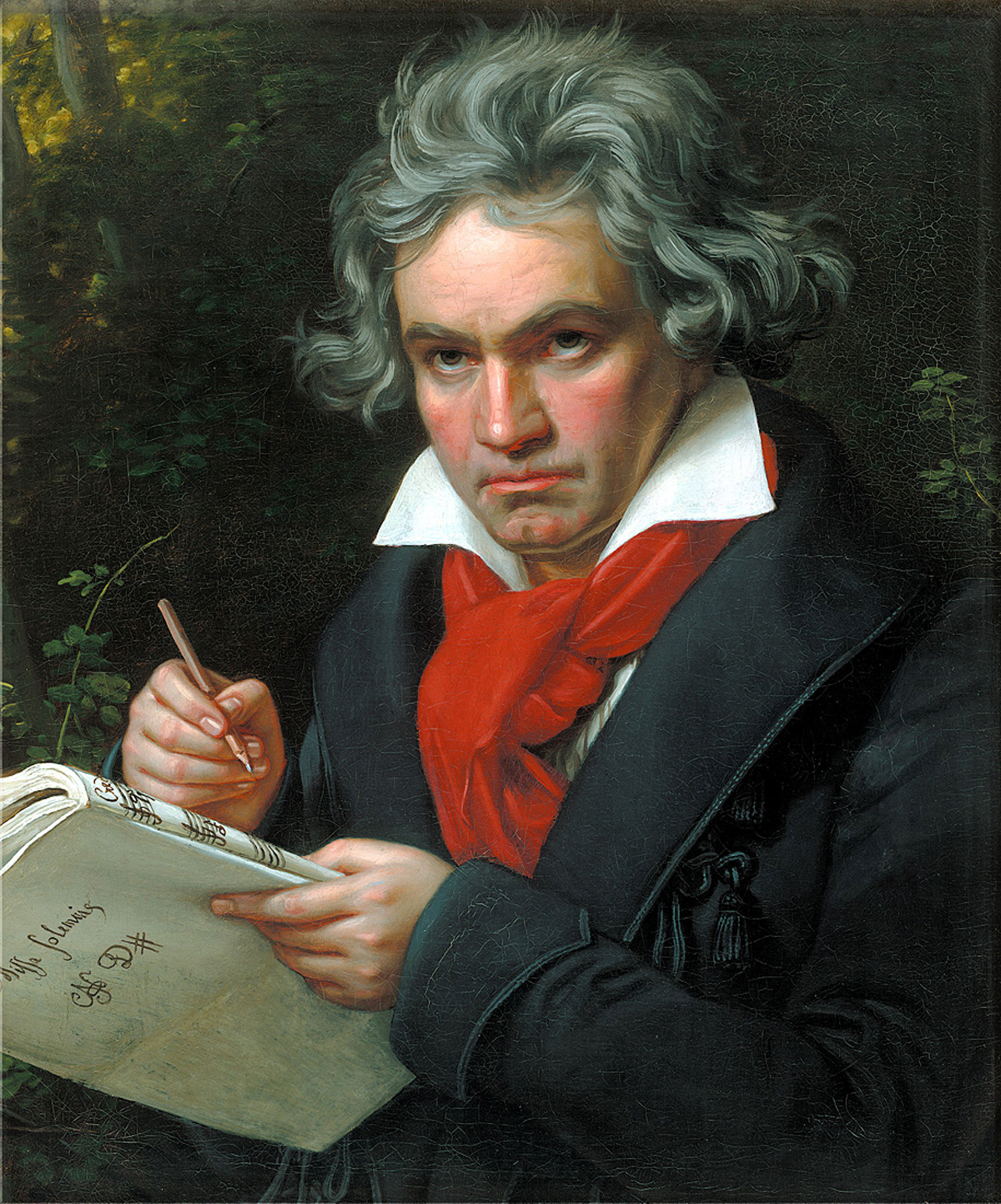
Ludwig van Beethoven

- 1827: Ludwig van Beethoven, compositor alemán (n. 1770).
- 1836: Gregorio Ceruelo la Fuente, sacerdote español (n. 1755).
- 1844: Agustín de Argüelles, abogado, político y diplomático español. Soberano Gran Comendador del Supremo Consejo (n. 1776).
- 1871: François-Joseph Fétis, músico y compositor belga (n. 1784).
- 1888: Walter Bache, director de orquesta y pianista británico (n. 1842).
- 1892: Walt Whitman, poeta estadounidense (n. 1819).
- 1896: Rafaela Rimbau, actriz española (n. 1819).
- 1902: Cecil Rhodes, empresario británico, fundador del estado de Rhodesia (n. 1853).
- 1907: Émile Dubois, criminal francés (n. 1867).
- 1910: An Jung Geun, activista e independentista coreano antijaponés (n. 1879); ejecutado por asesinar al primer ministro japonés Itō Hirobumi (n. 1879).
- 1915: Konstantín Vasílievich Ivanov, poeta y traductor chuvasio (n. 1890).
- 1920: Mrs. Humphry Ward (Mary Augusta Arnold), escritora británica (n. 1851).
- 1923: Sarah Bernhardt, actriz francesa (n. 1844).
- 1926: Konstantin Fehrenbach, político y canciller alemán (n. 1852).
- 1936: Lyuba Berlin, paracaidista soviética (n. 1915).
- 1940: Spiridon Louis, atleta griego (n. 1873).
- 1941: Salvador Alarma, escenógrafo y decorador español (n. 1870).[3]
- 1945: David Lloyd George, político británico, primer ministro del Reino Unido (n. 1863).
- 1951: Walter Kirchhoff, tenor alemán (n. 1879).
- 1957: Édouard Herriot, político francés (n. 1872).
- 1959: Raymond Chandler, escritor estadounidense (n. 1888).
- 1959: Montserrat Grases, joven española, declarada venerable por la Iglesia católica (n. 1941).
- 1960: Francisco Goitia, pintor mexicano (n. 1882).
- 1962: José Antonio Balseiro, físico argentino (n. 1919).
- 1969: John Kennedy Toole, novelista estadounidense (n. 1937).
- 1969: B. Traven, actor y novelista alemán (n. 1882).
- 1971: Ana Adamuzm, actriz española (n. 1886).
- 1973: Noel Coward, compositor y dramaturgo británico (n. 1899).
- 1976: Josef Albers, artista alemán (n. 1888).
- 1987: Eugen Jochum, director de orquesta y músico alemán (n. 1902).
- 1988: Miguel Abuelo, músico de rock argentino (n. 1946).
- 1990: Halston, diseñador estadounidense de moda (n. 1932).
- 1993: Louis Falco, coreógrafo estadounidense (n. 1933).
- 1995: Eazy-E, rapero estadounidense, de la banda NWA (n. 1964).
- 1996: Edmund Muskie, político estadounidense (n. 1914).
- 2002: Randy Castillo, baterista estadounidense (n. 1950).
- 2003: Daniel Patrick Moynihan, político y sociólogo estadounidense (n. 1927).
- 2003: José Tamayo, director teatral español (n. 1920).
- 2004: Jan Sterling, actriz estadounidense (n. 1921)
- 2005: James Callaghan, primer ministro británico entre 1976 y 1979 (n. 1912).
- 2005: Carlos D'Agostino, periodista, locutor y conductor de televisión argentino (n. 1917).
- 2005: Antonio Téllez Solá, historiador, militante anarquista y periodista español (n. 1921).
- 2007: Heinz Schiller: piloto de automovilismo suizo (n. 1930).
- 2008: Manuel Marulanda, líder guerrillero colombiano (n. 1930).
- 2008: Robert Fagles, poeta y académico estadounidense (n. 1933).
- 2011: Geraldine Ferraro, política estadounidense (n. 1935).
- 2011: Paul Baran, científico estadounidense (n. 1926).
- 2011: Diana Wynne Jones, escritora británica (n. 1934).
- 2013: Don Payne, guionista y productor estadounidense (n. 1964).
- 2014: Gina Pellón, pintora cubana (n. 1926).
- 2015: Tomas Tranströmer, poeta sueco (n. 1931).
- 2016: Jim Harrison, novelista, ensayista, y poeta estadounidense (n. 1937).
- 2021: Hanneke Willemse, documentalista, historiadora y anarcosindicalista neerlandesa (n. 1949).
- 2021: Horangel, astrólogo argentino (n. 1927).
- 2023: Juan Carlos Murúa, futbolista y director técnico de fútbol argentino (n. 1935).
- 2024: Carlos Tünnermann Bernheim, escritor, abogado, político y diplomático nicaragüense (n. 1933).
- 2025: Tommy Rey, cantante de cumbia, bolero, músico y compositor chileno (n. 1944).

## Celebraciones
- Día Mundial del Clima.[4]

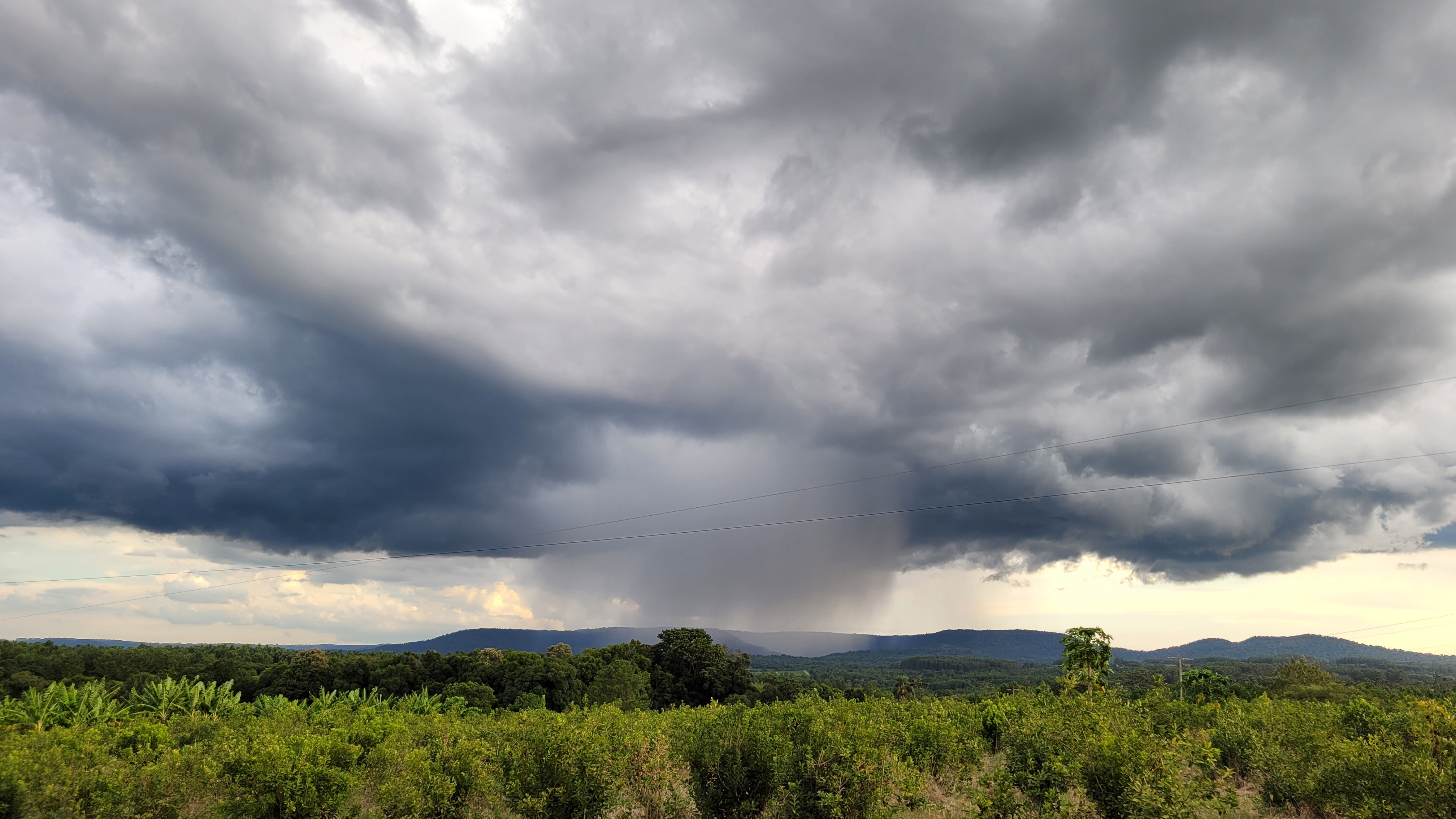
Día Mundial del Clima: precipitaciones y núcleo de lluvia sobre el Valle del Cuña Pirú, en Ruiz de Montoya, Argentina.

- Día Mundial de la Prevención del Cáncer de Cuello Uterino.[5]

- Día Morado o Día Mundial contra la Epilepsia.[6]
El Día morado o Día púrpura es un evento de base global que se formó con la intención de aumentar la conciencia mundial sobre la epilepsia y disipar los mitos y temores comunes de este trastorno neurológico. Otras intenciones de este movimiento son reducir los estigmas sociales que comúnmente soportan muchas personas que padecen la afección, brindar seguridad y defensa a las personas que viven con epilepsia y alentar a las personas que viven con la afección a tomar medidas en sus comunidades para lograr estos objetivos. El día se produce cada 26 de marzo.

- Día Internacional de la Espinaca.[7]
Esta celebración busca promover el consumo de este vegetal, que es rico en vitaminas y minerales.

Compartidas
- Mercosur: 
  - Día del Mercado Común del Sur (Mercosur).[8]
En ocasión de recordar la firma del Tratado de Asunción del año 1991 (hace 34 años), que dio nacimiento al proceso de integración de los países del Cono Sur.

- Naciones Unidas: 
  - 21 al 27 de marzo: Semana de solidaridad con los pueblos que luchan contra el racismo y la discriminación racial.

 Por países
(Por orden alfabético)
- Argentina:
  - Día Nacional del Acordeonista.[9]
En homenaje al virtuoso maestro del acordeón Nini Flores, nacido en la provincia de Corrientes en 1966. Fue acordeonista y bandoneonista chamamecero que cultivó un estilo sobrio y sofisticado dentro del género.[10]
  -  Misiones: 
    - Día de «Misionerita», Canción Oficial de Misiones. En conmemoración a Lucas Braulio Areco, nacido el 26 de marzo de 1915 (hace 110 años).[11]
    - Aniversario de la creación de la Escuela Superior "General Manuel Belgrano" de la Policía de Misiones.
Fundación: 26 de marzo de 1965 (60 años).

- Bangladés:
  - Día de la Independencia.[12]
Celebra la declaración de independencia de Pakistán en 1971. Fue durante la guerra de liberación de Bangladés.

- Estados Unidos:
  - Día de Donaciones de la Cruz Roja Americana.[13]
(en inglés: American Red Cross Giving Day).
  - Día Nacional del Turrón.[14]
(en inglés: National Nougat Day).
  - Día del Buen Cabello.[15]
(en inglés: Good Hair Day).
  -  Hawái:
    - Día del Príncipe Kūhiō.[16]
Este día está dedicado a la memoria del Príncipe John Kuhio Kalakaua, uno de los líderes más famosos y respetados de las islas hawaianas, que jugó un papel importante en la vida política de Hawái a principios del siglo XX.
(en inglés: Prince Kūhiō Day).

- Mali:
  - Día de los Mártires.
También llamado Día de la Democracia, este día rinde homenaje a quienes murieron en el Golpe de Estado en Malí de 1991.

### Santoral católico
- San Braulio de Zaragoza.[17]
- San Cástulo de Roma, mártir.[17]

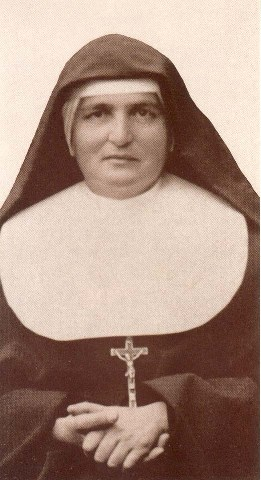
Beata Magdalena Catalina Morano.

- Santos Manuel, Sabino, Codrato y Teodosio de Anatolia, mártires.
- Santos Montano y Máxima de Sirmio, mártires (f. c. 304).[17]
- San Eutiquio de Alejandría, subdiácono (f. 356).[17]
- San Pedro de Sebaste, obispo (f. c. 391).[17]
- San Bercario de Der, abad (f. 685).[17]
- Santos Baroncio y Desiderio de Monte Albano, ermitaños (f. s. VII).[17]
- San Liudgero de Münster, obispo (f. 809).
- Beata Magdalena Catalina Morano, virgen (f. 1908).[17](imagen ilustrativa).